# Artur Udrys
Artur Arturawicz Udrys (błr. Артур Артуравіч Удрыс, ros. Артур Артурович Удрис; ur. 18 października 1990) – białoruski siatkarz, grający na pozycji środkowego i atakującego.

## Sukcesy klubowe
Puchar Białorusi:
- 2009, 2010, 2012

Liga białoruska:
- 2010, 2011, 2012, 2013
- 2014

Klubowe Mistrzostwa Świata:
- 2018

Liga rosyjska:
- 2019

Puchar Grecji:
- 2022[4]